# Chapman (cratère)
Pour les articles homonymes, voir Chapman.
Chapman est un cratère d'impact lunaire situé juste au-delà du bord nord-ouest de la Lune, sur la face cachée. Il se trouve au nord-est du cratère Rynine et au sud de la grande plaine fortifiée Poczobutt (en).
Il s'agit d'un ancien cratère érodé dont les caractéristiques ont été adoucies et usées par les impacts. Il ne forme plus qu'une dépression en forme de cuvette à la surface. Le rebord est circulaire sur la majeure partie de son périmètre, mais a été percé le long de son bord sud par Chapman W. On trouve à la surface une dépression sans nom, semblable à un cratère, rattachée au rebord sud-ouest. À cet endroit, le bord est bas et plus étroit que la paroi intérieure restante.
Plusieurs petits cratères bordent le bord extérieur et la paroi intérieure, deux d'entre eux formant une fissure sur le bord ouest. Une fine fissure se trouve dans la paroi intérieure nord-ouest, qui s'étend du bord ouest vers le nord. Le fond intérieur du cratère est relativement plat et sans relief par rapport au terrain accidenté qui l'entoure, bien qu'il soit marqué par plusieurs petits impacts dans le quadrant sud-est.
Chapman a été officiellement nommé par l'Union astronomique internationale en 1970 en l'honneur du mathématicien Sydney Chapman.

## Cratères satellites
Par convention, ces caractéristiques sont identifiées sur les cartes lunaires en plaçant la lettre sur le côté du point médian du cratère le plus proche de Chapman.
| Chapman | Latitude | Longitude | Diamètre |
| ------- | -------- | --------- | -------- |
| D       | 51,4° N  | 96,8° O   | 39 km    |
| M       | 49,0° N  | 100,7° O  | 38 km    |
| V       | 51,0° N  | 103,8° O  | 21 km    |